# Diane De Keyzer
Diane De Keyzer (Lubbeek, 25 december 1958) is een Vlaamse schrijfster van non-fictieverhalen, gaf Nederlandse les en sociale vaardigheden aan anderstaligen in het volwassenenonderwijs en schreef als journaliste af en toe voor de krant De Standaard en een korte periode voor De Morgen.

## Biografie
De Keyzer bracht haar jeugd door in Kortijk-Dutsel, tussen Leuven en Aarschot. Ze woonde in het brouwershuis van een Brabantse vierkantshoeve dicht bij het huis van haar grootouders. Het waren vooral de waargebeurde verhalen van haar grootmoeder die haar inspireerden om boeken te schrijven over de sociaal-historische geschiedenis van België, onder andere over de beide wereldoorlogen en het leven als dienstbode bij welgestelde families.
Tijdens haar middelbareschooltijd volgde ze les aan het Heilig-Hartinstituut te Leuven. Na haar studies werd ze leerkracht in het Tweedekansonderwijs en gaf lessen Basiseducatie. Van september 2010 tot december 2022 was ze actief als lerares Nederlands voor anderstaligen in het Centrum voor Basiseducatie (LIGO) te Antwerpen.

## Werken
- Madame est servie, 1995 - Uitgeverij Van Halewyck
- De keuken van meesters en meiden, 1997 - Uitgeverij Van Halewyck
- De schaamte en de schrik, goesting en genot, 2005 - Uitgeverij Van Halewyck
- Madame aan zee, 2006 - Uitgeverij Van Halewyck
- De engeltjesmaakster, 2010 - Uitgeverij Van Halewyck
- Kerstekind, 2011 - Uitgeverij Manteau
- Nieuwe meesters, magere tijden, 2013 - Uitgeverij Van Halewyck
- De oorlog van Fien, 2017 - Vrijdag, Uitgeverij
- De vondelingen - Gevonden kinderen, heel lang geleden tot vandaag, 2020 - Uitgeverij Pelckmans
- Quel bordel - De geschiedenis van de prostitutie in de Belgische steden, 2023 - Uitgeverij Borgerhoff & Lamberigts

Radioboek
- De volle schort, 2009

- Système universitaire de documentation: 050485970
- Virtual International Authority File: 267383643